# Willen Lake
Willen Lake är en sjö i kommunen Milton Keynes i Storbritannien. Den ligger i grevskapet Buckinghamshire och riksdelen England, i den södra delen av landet, 70 km nordväst om huvudstaden London. Willen Lake ligger 58 meter över havet. Arean är 0,38 kvadratkilometer. Trakten runt Willen Lake består till största delen av jordbruksmark. Den sträcker sig 0,6 kilometer i nord-sydlig riktning, och 0,7 kilometer i öst-västlig riktning.